# Chris Ostreicher
Pour les articles homonymes, voir Oz.
Christopher « Oz » Ostreicher est l'un des personnages principaux de la saga American Pie, interprété par Chris Klein. Il n'apparait pas dans American Pie : Marions-les !.

## Biographie fictive
Oz est un sportif qui n'est pas aussi bon avec les femmes qu'il voudrait le faire croire. Quand il fait le pacte de perdre sa virginité, il rencontre et tombe amoureux d'une fille nommée Heather. Son côté convivial et sensible ressort de l'ensemble de l'expérience.

## Apparitions

### American Pie
Oz est un étudiant très sportif, qui n'est pas aussi bon avec les femmes qu'il voudrait le faire croire. Quand il fait le pacte de perdre sa virginité avec ses copains Jim, Paul et Kevin, il rencontre dans une chorale une fille nommée Heather. Il tombe sous le charme de la jeune étudiante, qui l'invite au bal de promo. Il décide de mettre de côté son équipe de crosse, dont fait partie Steve Stifler pour aller à un concours de chant.
Oz et Heather couchent ensemble après le bal, lors de la soirée chez Stifler.

### American Pie 2
C'est l'été après la première année de fac, Oz et Heather sont toujours en couple, mais Heather s'est inscrite à un stage à l'étranger pour suivre des cours. Oz part en vacances au bord du lac avec ses copains. Chris et Heather vont tenter de maintenir une relation à distance. Mais cela ne sera pas sans difficultés : par exemple, Stifler va écouter leurs ébats sexuels au téléphone, les colocataires de Heather débarquant au mauvais moment.
Heather parvient ensuite à rejoindre Oz à la soirée organisée par les garçons au bord du lac.

### American Pie 4
Oz est devenu un journaliste sportif très célèbre à la télévision. Il a même participé à la célèbre émission Dancing with the Stars, poussé par sa petite-amie mannequin Mia, avec laquelle il vit dans le luxe à Los Angeles. Pour la réunion des anciens de la promotion 1999, il retourne à East Great Falls pour revoir ses copains. Accompagné de Mia, il retrouve aussi son premier amour, Heather, qui sort avec un cardiologue. Oz s'aperçoit qu'il a encore des sentiments pour elle et que Mia n'est pas du tout une fille pour lui. Après quelques péripéties, ils se remettent finalement ensemble.

### American Pie: Les Sex Commandements
Il n’apparaît pas dans le film, mais on peut voir sa signature dans la bible du sexe en 1999 à 1:04:43 du film.